# سكوتاروس (ليسفوس)
سكوتاروس (Σκουτάρος) هي مدينة في ليسفوس في اليونان.